# تالیا الغول
تالیا الغول (به انگلیسی: Talia al Ghul) یک شخصیت خیالی در کتاب‌های کمیک آمریکایی منتشر شده توسط دی‌سی کامیکس است که اغلب با شخصیت ابرقهرمان بتمن مرتبط است. این شخصیت توسط نویسنده دنیس اونیل و طراح باب براون خلق شده است که برای اولین بار در شمارهٔ ۴۱۱ مجموعه کمیک‌های کارآگاه (مه ۱۹۷۱) معرفی شد. تالیا دختر شخصیت ابرشرور رأس‌الغول، خواهر ناتنی نیسا رعتکو، معشوقهٔ شخصیت بتمن و مادر دیمین وین (پنجمین رابین) به‌شمار می‌رود. شخصیت تالیا به شکل متناوب یک ضدقهرمان و ابرشرور در نظر گرفته می‌شود.
استانا کاتیک صداپیشگی شخصیت تالیا الغول را در بازی ویدئویی بتمن: شهر آرکهام (۲۰۱۱) بر عهده داشت، و ماریون کوتیار هنرپیشه فرانسوی نقش این شخصیت را در فیلم شوالیه تاریکی برمی‌خیزد (۲۰۱۲)، و لکسا دویگ در مجموعه تلویزیونی ارو ایفا کرده است.

## زندگینامه ساختگی شخصیت
تالیا دختر رأس‌الغول و مادر دیمین وین است. اطلاعات زیادی از گذشته او در دسترس نیست و از سوابق غیر شفافی برخوردار است، هرچند تاریخچه زندگی او نسبتاً برجسته و شناخته شده‌است. رأس‌الغول مادر او را (گاهی اوقات به عنوان ملیساند نامیده می‌شود) در جشنواره موسیقی وودستاک ملاقات کرد. او زنی از نژاد چینی و عرب بود. مادرش بعد از مدت زمان کوتاهی پس تولد تالیا جانش را از دست داد (در نسخه‌هایی دیگر بر اثر مصرف بیش از حد مواد مخدر، و در نسخه‌های جدیدتر به دست یکی از خدمتگزارهای سابق رأس‌الغول به قتل رسید). پس از مرگ مادرش، وظیفه نگهداری از تالیا به پدرش واگذار شد و در حالی که به دور دنیا سفر می‌کرد تمامی مهارت‌های لازم شامل جاسوسی و هنرهای رزمی را آموخت که برای کمک به پدرش و امپراتوری جنایتکار او نیاز داشت.

## توانایی‌ها و قدرت‌ها
تالیا یک انسان معمولی و دارای هیچ توانایی ابرانسانی نمی‌باشد، اما او ورزشکاری در سطح المپیک محسوب می‌شود. او دوره‌های تخصصی در مبارزات مسلح و غیر مسلح، شمشیرزنی و همچنین تیراندازی با کمان را از پدرش آموزش دیده بود و یکی از بهترین افراد لیگ قاتلان محسوب می‌شد. دانش او در زمینه جنگ‌افزار از سلاح‌های ساده تا مدرن و پیشرفته بسیار گسترده است. تالیا استاد هنرهای رزمی به‌شمار می‌رود و توانایی او در مبارزات تن‌به‌تن با دختر عضلانی گروه پرندگان شکاری، بلک کنیری برابری می‌کند. او دورهٔ پزشکی را در دانشگاه قاهره پشت سر گذاشته و دانش و تجربهٔ زیادی در پزشکی و شیمی دارد، و نیز دارای مدارک پیشرفته‌ای در زیست‌شناسی، مهندسی، کسب‌وکار و ام‌بی‌ای است.